# سوپینگه
سوپینگه (به لهستانی:  Supienie) یک روستا در لهستان است که در گمینا فیلیپوو واقع شده‌است.